# Hendrik II van Montmorency
Hendrik II van Montmorency (Chantilly, 30 april 1595 - Toulouse, 30 oktober 1632) was van 1614 tot aan zijn dood hertog van Montmorency. Hij behoorde tot het huis Montmorency.

## Levensloop
Hendrik II was de zoon van hertog Hendrik I van Montmorency uit diens tweede huwelijk met Louise de Budos. Hij was door zijn persoonlijkheid en zijn naam erg populair aan het Franse hof en in 1612 benoemde koning Lodewijk XIII van Frankrijk hem tot grootadmiraal van Frankrijk. In 1614 volgde hij zijn vader op als hertog van Montmorency en gouverneur van de Languedoc. Bovendien was hij van 1620 tot 1624 onderkoning van Nieuw-Frankrijk.
Hij nam deel aan de oorlog tegen de hugenoten en streed mee in de belegeringen van Montauban en Montpellier. Na de hernieuwing van de oorlog in 1625 kreeg hij het commando over een Nederlandse vloot die Lodewijk XIII bijstond. Hetzelfde jaar versloeg hij de protestantse vloot onder leiding van de hertog van Soubise en veroverde hij de eilanden Ré en Oléron. In 1628-1629 commandeerde Hendrik een koninklijk leger dat de troepen van hertog Hendrik II van Rohan bestreed in de Languedoc en hij slaagde erin om de bekende hugenotenleider te verslaan.
In 1630 verwierf hij faam als militaire leider tijdens de Mantuaanse Successieoorlog tegen Spanje. Hij versloeg de vijand in de Slag bij Avigliana en nam hun generaal Carlo Doria. Deze overwinning werd gevolgd door de opheffing van het beleg van Casal en de inname van Saluzzo. Nadien werd hij benoemd tot maarschalk van Frankrijk.
Op het hoogtepunt van zijn roem en invloed werd hij gevraagd om zich bij de opponenten van de kardinaal de Richelieu te voegen, de eerste minister van Lodewijk XIII. Ontevreden over diens pogingen om de invloed van zijn klasse in te perken, ging Hendrik II op het aanbod in. Hij gebruikte zijn positie als gouverneur van Languedoc om troepen en geld te verzamelen, werd een bondgenoot van Gaston van Orléans en nam het bevel van een leger van zes à zevenduizend soldaten op zich.
In september 1632 ging hij in de Slag bij Castelnaudary de confrontatie aan met het koninklijk leger. Hendrik, die tijdens de veldslag zwaargewond raakte, werd verslagen door maarschalk Henri de Schomberg. Vervolgens werd hij door Gaston van Orléans in de steek gelaten, terwijl Richelieu besliste om hem ter dood te veroordelen, als voorbeeld voor de andere opstandige edelen. In oktober 1632 werd Hendrik II onthoofd in het Capitool van Toulouse, met een guillotine-achtig toestel.
Aangezien Hendrik geen nakomelingen had, werden zijn domeinen geërfd door zijn zus Charlotte Margaretha.

## Huwelijken
In 1608 huwde hij met Jeanne Scépeaux, gravin van Chemillé. Het huwelijk, dat niet-geconsummeerd bleef, werd in april 1610 geannuleerd, omdat koning Hendrik IV van Frankrijk hem wilde uithuwelijken aan zijn buitenechtelijke dochter Charlotte Henriette, uit zijn relatie met Gabrielle d'Estrées. Door de moord op Hendrik IV niet veel later, ging dat plan uiteindelijk niet door.
In 1612 huwde hij met zijn tweede echtgenote Maria Felizia (1599-1666), dochter van Virginio Orsini, hertog van Bracciano. Ook dit huwelijk bleef kinderloos.

## Mecenas
Montmorency was de mecenas en beschermheer van de Franse libertijnse dichters Théophile de Viau (1590-1626) en Marc-Antoine Girard de Saint Amant (1594-1661).